# Keisha Lynne Ellis
Keisha Lynne Ellis là một nhà khoa học chính trị người Bahamas, được biết đến với văn bản chính trị và sáng tạo.

## Cuộc sống ban đầu
Ellis có bằng Thạc sĩ Kinh tế Chính trị Quốc tế tại Đại học Kent, Trường Nghiên cứu Quốc tế Brussels.

## Sự nghiệp
Ellis là một giảng viên khoa học chính trị tại Đại học Bahamas. Cô ấy đã viết Hiến pháp Nhân dân: Giải thích Hiến pháp của Giáo dân Bahamas sau khi nhận ra rằng nhiều sinh viên của cô không hiểu được các vấn đề cơ bản trong cuộc trưng cầu dân ý về hiến pháp Bahamas, 2002 và trưng cầu dân ý của Bahamas, 2016. Cuốn sách đang được sử dụng trong các lớp học. Cô được mệnh danh là thành viên của Ủy ban bồi thường quốc gia Bahamas năm 2014. Ủy ban này được giao nhiệm vụ thiết lập trường hợp đền bù cho các quốc gia Caribbean từ các quốc gia thuộc địa cũ của châu Âu về tội diệt chủng bản địa và những ảnh hưởng của buôn bán nô lệ Đại Tây Dương.
Ellis cũng được biết đến với văn bản sáng tạo của mình. Tác phẩm của cô đã được giới thiệu trong Triển lãm quốc gia lần thứ tám (NE8) tại Phòng trưng bày nghệ thuật quốc gia của Bahamas. Cô đã được xuất bản trong một số tạp chí trực tuyến và bộ sưu tập in. Cô là Giám đốc Sáng kiến Chiến lược tại Hands for Hunger, một tổ chức phân phối lại thực phẩm và giảm lãng phí thực phẩm.

## Tác phẩm đã xuất bản
- Ellis, Keisha Lynne (2009). The Little Death. Nassau: Poinciana Paper Press.
- Boodoo-Fortune, Danielle; Ellis, Keisha Lynne; Farmer, Sonia; Laughlin, Nicholas; Nixon, Angelique V.; Smith, Dionne Benjamin; Smith, Obediah Michael (2012). Death, Debt & Divorce. Nassau: Poinciana Paper Press.
- Ellis, Keisha Lynne (2012). “The Serpent and I”. WomanSpeak: A Journal of Literature and Art by Caribbean Women. 6: 75–89.
- Ellis, Keisha Lynne. “Nassau Burning”. Adda. Truy cập ngày 9 tháng 2 năm 2018.
- Ellis, Keisha Lynne. “The Little Death”. Pank Magazine. Truy cập ngày 9 tháng 2 năm 2018.